# مونسيرات (بوغوتا)
مونسرّاتي (سُمّيت تيمّناً بجبل كاتالوني يحمل الاسم نفسه مونتسيرّات هو جبل يبلغ ارتفاعه أكثر من 3,000 متر (10,000 قدم) ويُشرف على وسط مدينة بوغوتا، عاصمة كولومبيا. يبلغ ارتفاعه 3,152 متر (10,341 ft) فوق مستوى سطح البحر، ويوجد في قمته كنيسة (بُنيت في القرن السابع عشر) تحتوي على مزار مكرّس لـ الرب الساقط (El Señor Caído).
كان الجبل يُعتبر مقدسًا في العصور السابقة على كولومبوس، حين كانت المنطقة مأهولة بشعب المويسكا الأصلي، ويُعدّ اليوم مقصدًا للحج، إضافة إلى كونه من أبرز المعالم السياحية. تحتوي القمة، إلى جانب الكنيسة، على مطاعم ومقهى ومحال تذكارية والعديد من المرافق السياحية الصغيرة. يمكن الوصول إلى مونسرّاتي عبر التلفريك الجوي (عربات معلقة تُعرف باسم "تلفيريكو")، أو عبر القطار الجبلي المائل، أو سيرًا على الأقدام، وهو الخيار المفضل للحجّاج. وقد أُغلِق مسار الصعود سابقًا بسبب حرائق الغابات والانهيارات الأرضية الناتجة عن الجفاف، لكنه أُعيد فتحه في عام 2017.
يمكن رؤية وسط بوغوتا وجنوبها وبعض أجزاء شمال المدينة عند النظر غربًا من القمة، مما يجعلها وجهة شهيرة لمشاهدة غروب الشمس فوق المدينة. وفي كل عام، يجذب مونسرّاتي وجاره غوادالوبي العديد من السيّاح.

## التاريخ

### الحقبة ما قبل الكولومبية
تعود جذور تاريخ مونسرّاتي إلى العصر ما قبل الكولومبي. قبل الغزو الإسباني، كانت سهل بوغوتا مأهولة بشعب المويسكا، الذين كانوا منظّمين في اتحاد غير مركزي يُعرف بـ اتحاد الموسكا. وكان هذا الشعب الأصلي يمتلك معرفة متقدمة في علم الفلك، وأطلقوا على جبل مونسرّاتي اسم كيخيچا كاكا؛ أي "قدم الجدة".
في وقت الانقلاب الصيفي لشهر يونيو، تشرق الشمس، التي كان يُجسّدها إله الشمس سوِي في ديانتهم، من خلف جبل مونسرّاتي تمامًا، كما تُرى من ساحة بوليفار.
أما الإسبان الغزاة، فقد استبدلوا معابد الموسكا بالمباني الكاثوليكية خلال الفترة الاستعمارية الأولى. وقد شُيّدت أول كاتدرائية بدائية في بوغوتا عام 1539 على الزاوية الشمالية الشرقية من ساحة بوليفار، بعد عام واحد فقط من تأسيس عاصمة مملكة غرناطة الجديدة.

### الحقبة الاستعمارية

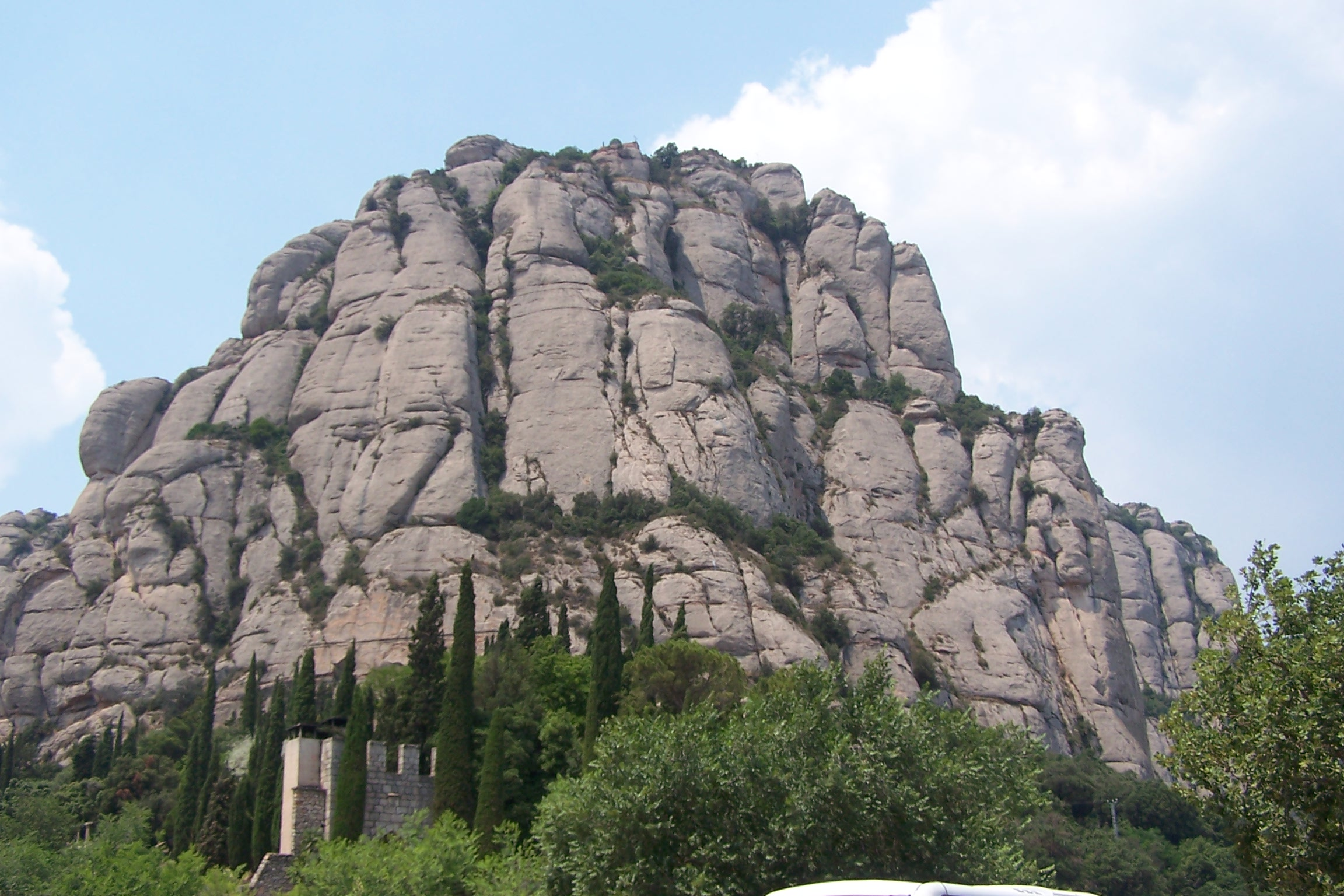
مونتسيرّات في كاتالونيا، التي استُمدّ منها اسم مونسرّاتي في بوغوتا

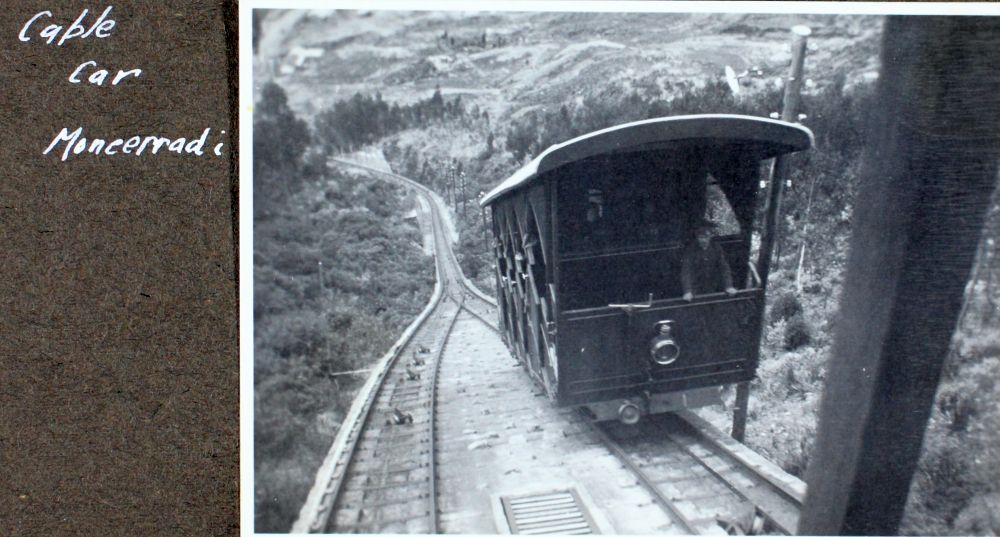
القطار الجبلي المائل المستخدم لنقل الناس إلى قمة مونسرّاتي في أوائل القرن العشرين

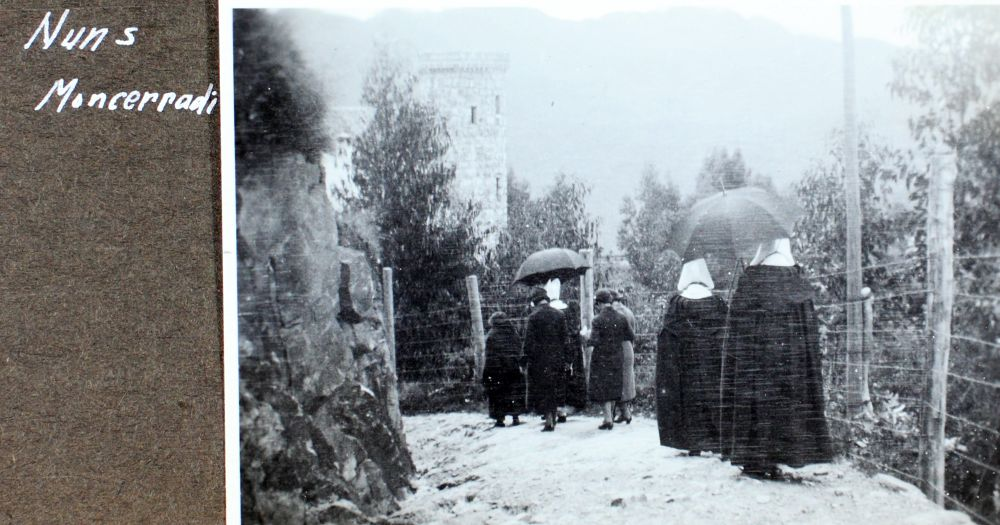
راهبات في كنيسة قمة مونسرّاتي في أوائل القرن العشرين

في عشرينيات القرن السابع عشر، بدأت جماعة أخوية الصليب الحقيقي (Cofradia de la Vera Cruz) باستخدام قمة جبل مونسرّاتي لإقامة الاحتفالات الدينية. ومع مرور الوقت، بدأ العديد من سكان بوغوتا المتدينين بالمشاركة في صعود الجبل.
وفي عام 1650، اجتمع أربعة رجال نبلاء مع رئيس الأساقفة، وكذلك مع خوان دي بورخا، رئيس محكمة سانتا في دي بوغوتا، من أجل الحصول على إذن لبناء ملاذ ديني صغير في قمة مونسرّاتي. وقرّر المؤسسون أن يُنشئوا هذا المَعتَكف باسم "عذراء مورينا لمونتسيرّات"، والتي يقع مزارها في كاتالونيا، بالقرب من برشلونة، مما أعطى الجبل اسمه "مونسرّاتي".
يعتقد بعض الناس أن اختيار مونتسيرّات كقديسة راعية يرجع إلى أن أحد المؤسسين، بيدرو سوليس، كان له عم شغل سابقًا منصب رئيس دير مزار مونتسيرّات.
بحلول عام 1656، تم تعيين الأب روجاس كحارس للمزار، وأمر بنحت صليب وتمثال للمسيح. وبعد إنزال التمثال عن الصليب، أُطلق عليه اسم "الرب الساقط" (El Señor Caído).
وكانت هذه التماثيل قد وُضعت في الأصل داخل مصلى صغير مخصّص لعبادة المسيح، بدلاً من وضعها في المعتكف الديني ذاته. ومع مرور الوقت، بدأ المزيد من الناس بزيارة المزار لرؤية تمثال المسيح، أكثر من اهتمامهم بالقديسة الراعية مونتسيرّات.
وبحلول القرن التاسع عشر، أصبح تمثال "الرب الساقط" يحظى بشهرة كبيرة، لدرجة أن تمثال "عذراء مونتسيرّات" أُزيل من القمة كعنصر مركزي في المزار، وتم استبداله بـ "الرب الساقط". ومع ذلك، احتفظ الجبل باسمه "مونسرّاتي".
ومنذ ذلك الحين، ولمدة تجاوزت أربعة قرون، يواصل الحجاج والمواطنون تسلق الجبل لتقديم صلواتهم إلى مزار "الرب الساقط".

## السياحة
يُعد كل من مونسرّاتي وجاره تل غوادالوبي من الرموز البارزة في أفق مدينة بوغوتا. ويُعتبر الجبل من أبرز المعالم السياحية، حيث يمكن الوصول إليه عبر القطار الجبلي المائل أو التلفريك (وكلاهما يتطلب دفع رسوم)، أو عبر مسار الحج سيرًا على الأقدام (مجانًا).
يبلغ طول المسار الجبلي 2.4 كم (1.5 ميل)، حيث يمكن للزائر صعود التل الحاد سيرًا على الأقدام في رحلة تستغرق بين 50 دقيقة و3 ساعات، ويبلغ الارتفاع الذي يتم تسلّقه خلال الرحلة نحو 600 م (2,000 قدم).
يمتاز المسار بانحدار متوسط يبلغ 25%.
وقد اعتُبر هذا المسار خطرًا في الماضي، لكنه الآن يخضع لحراسة الشرطة وأصبح أكثر أمانًا.

## معرض الصور

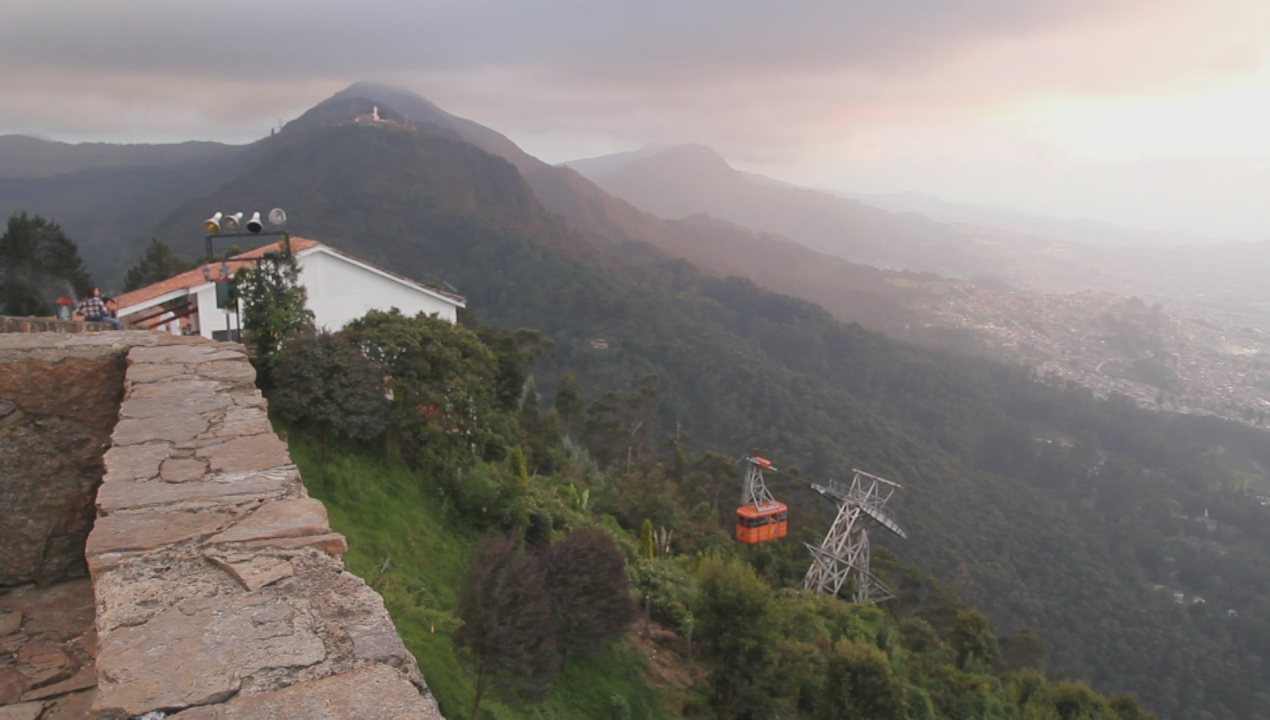
غوادالوبي كما تُرى من مونسرّاتي
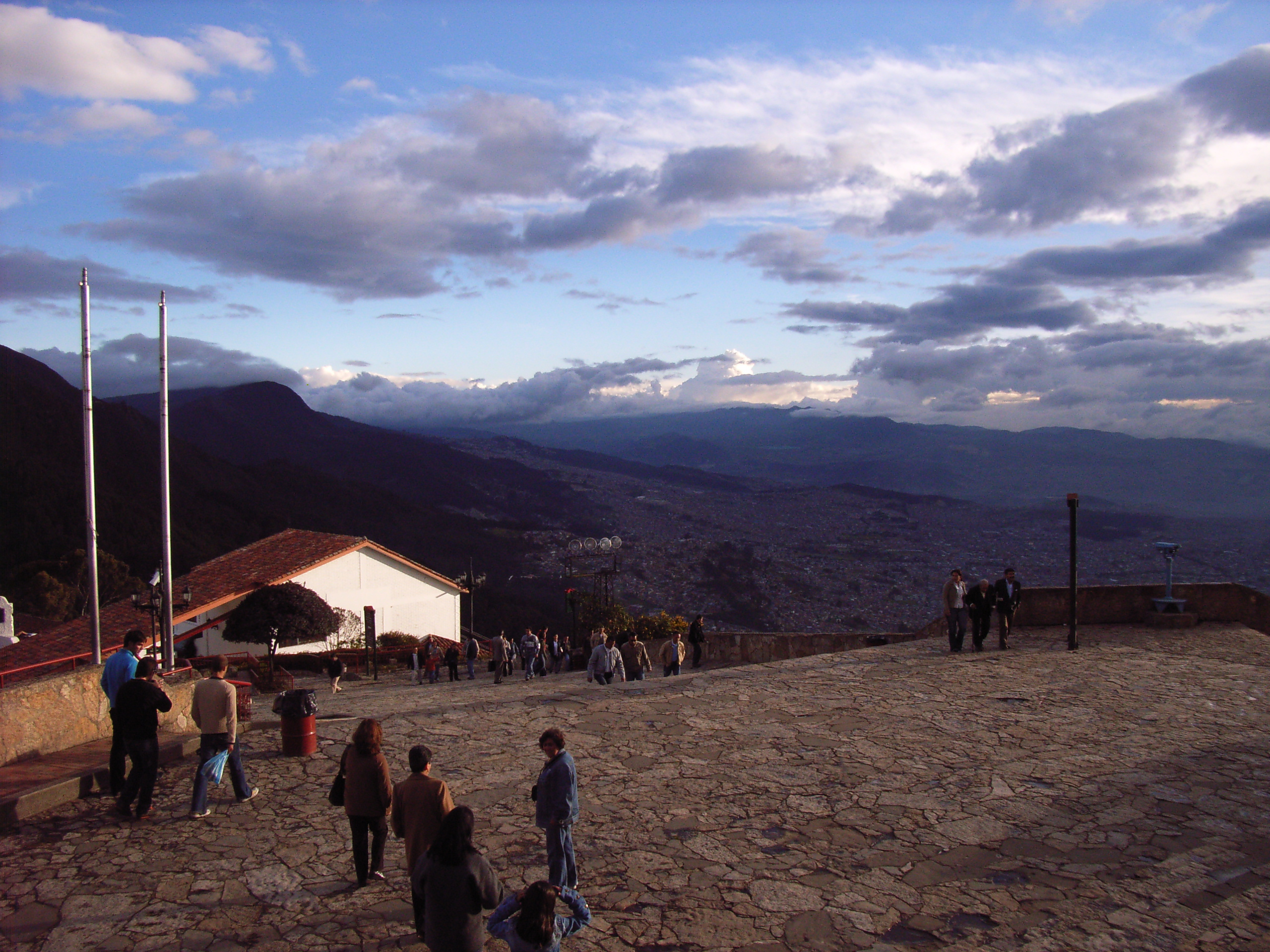
قمة مونسرّاتي
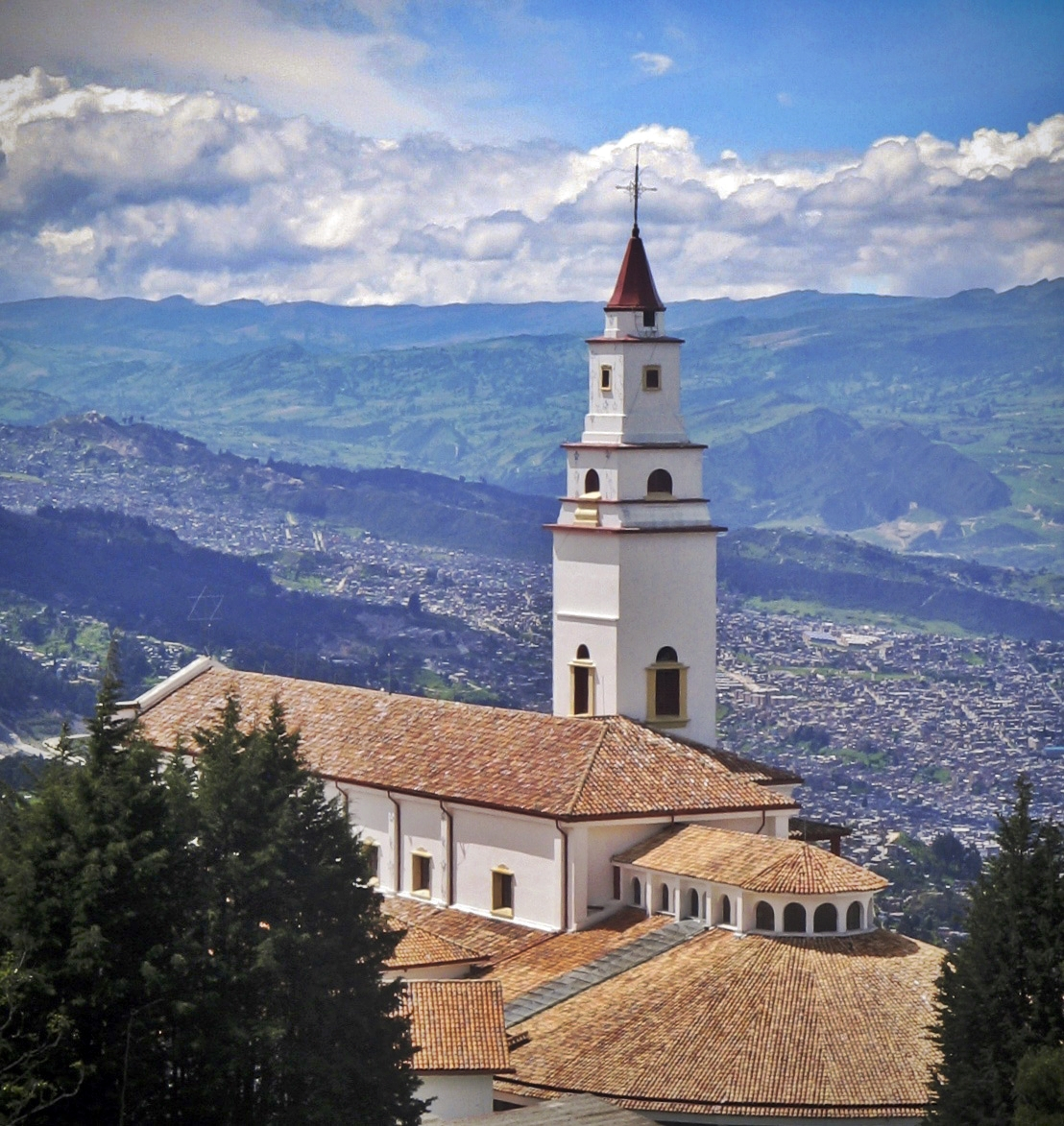
دير مونسرّاتي
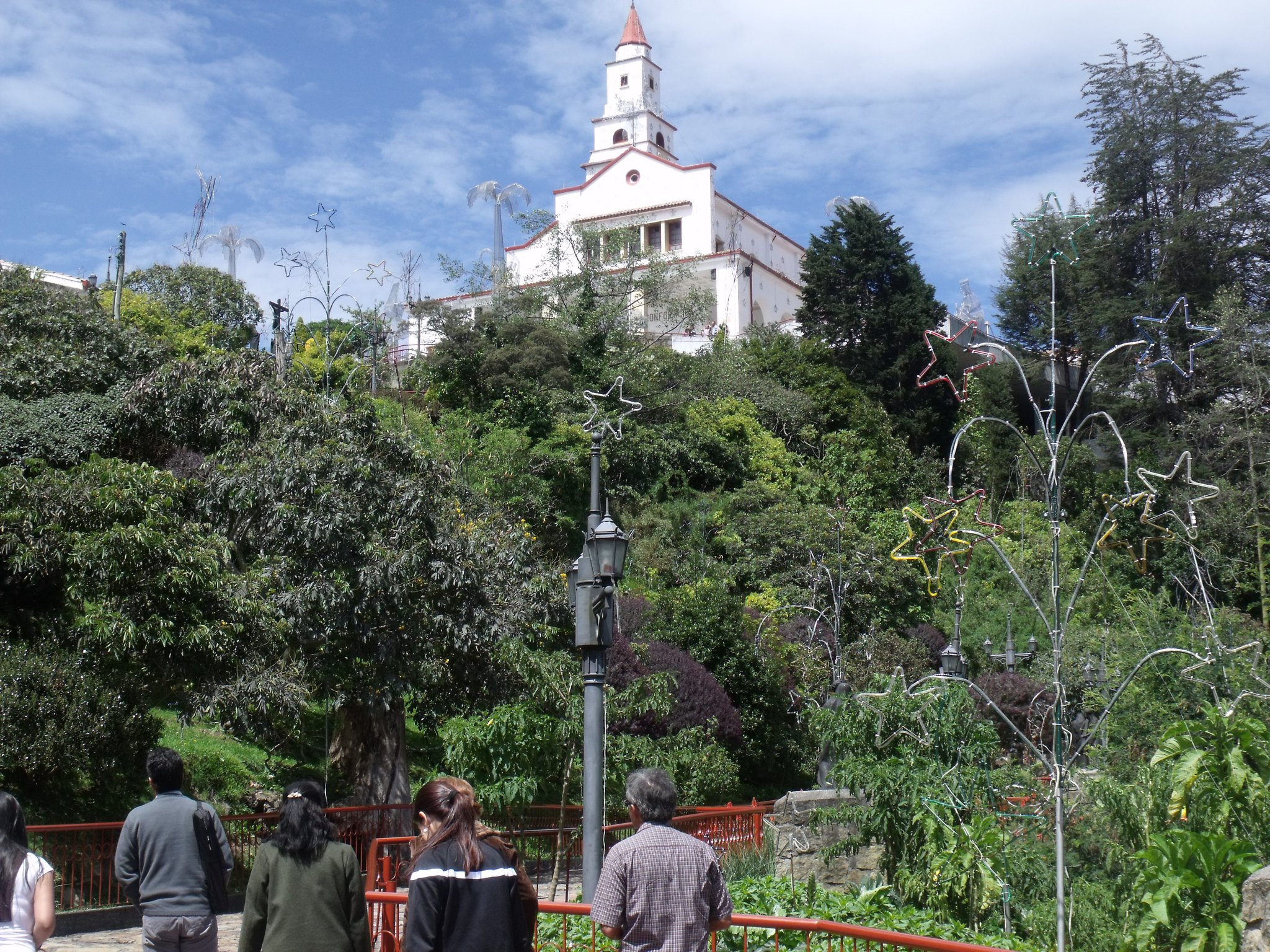
دير مونسرّاتي
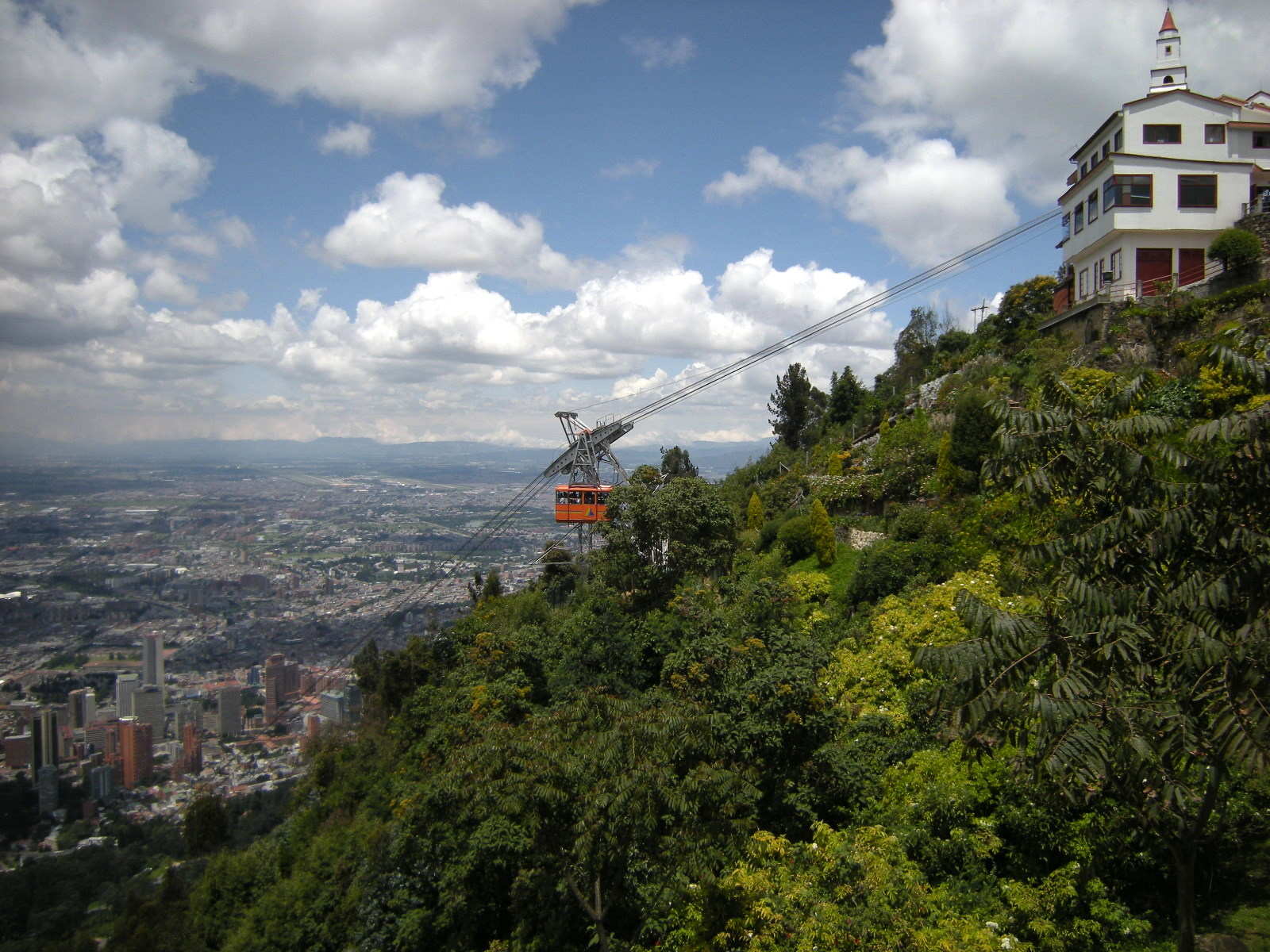
عربة تلفريك على مونسرّاتي
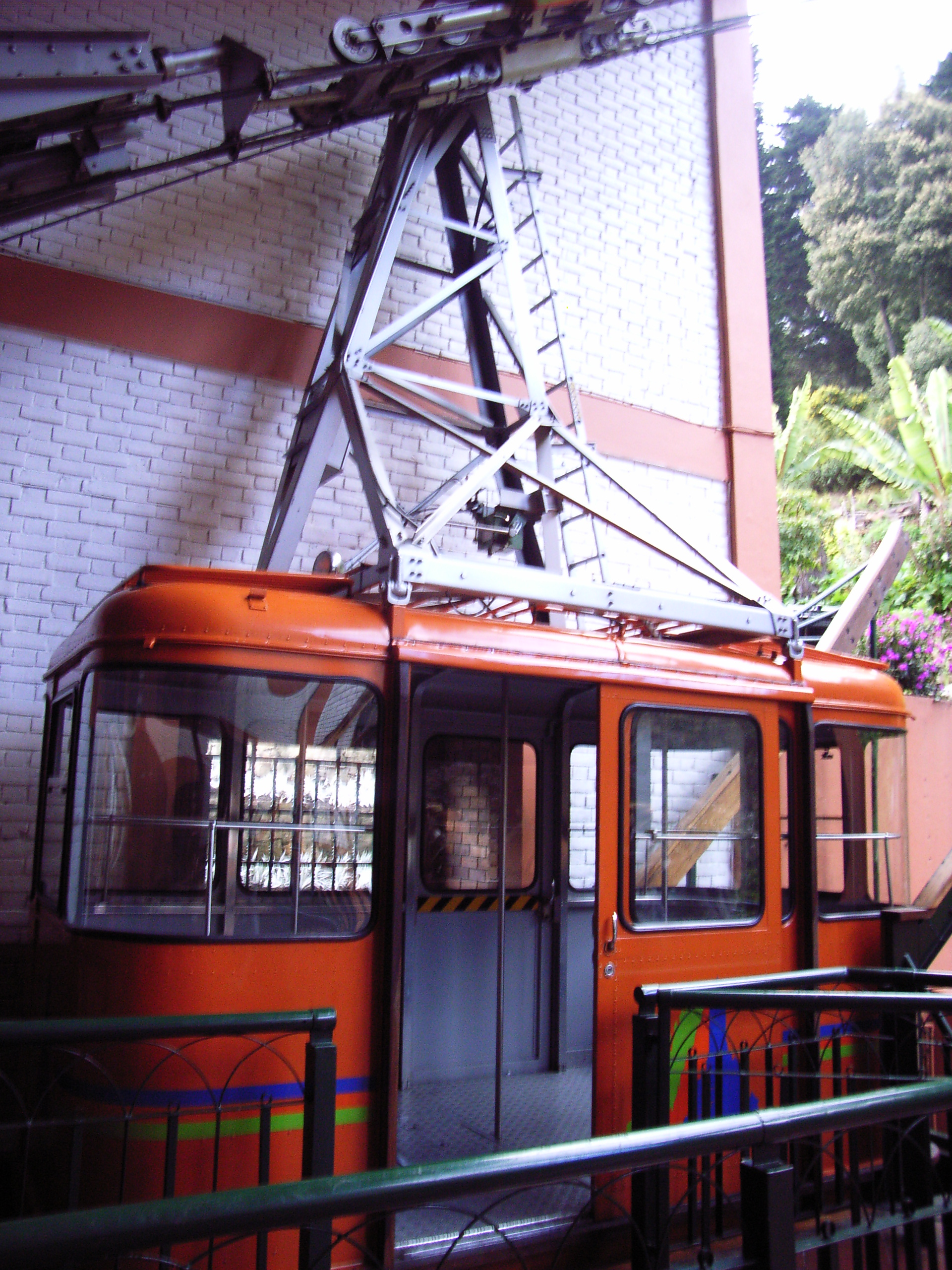
عربة تلفريك